# 特殊介入部隊 (カラビニエリ)
特殊介入部隊（とくしゅかいにゅうぶたい）は、イタリアの国家憲兵隊であるカラビニエリの特殊部隊。GIS (Gruppo d’Intervento Speciale) と略称される。

## 概要

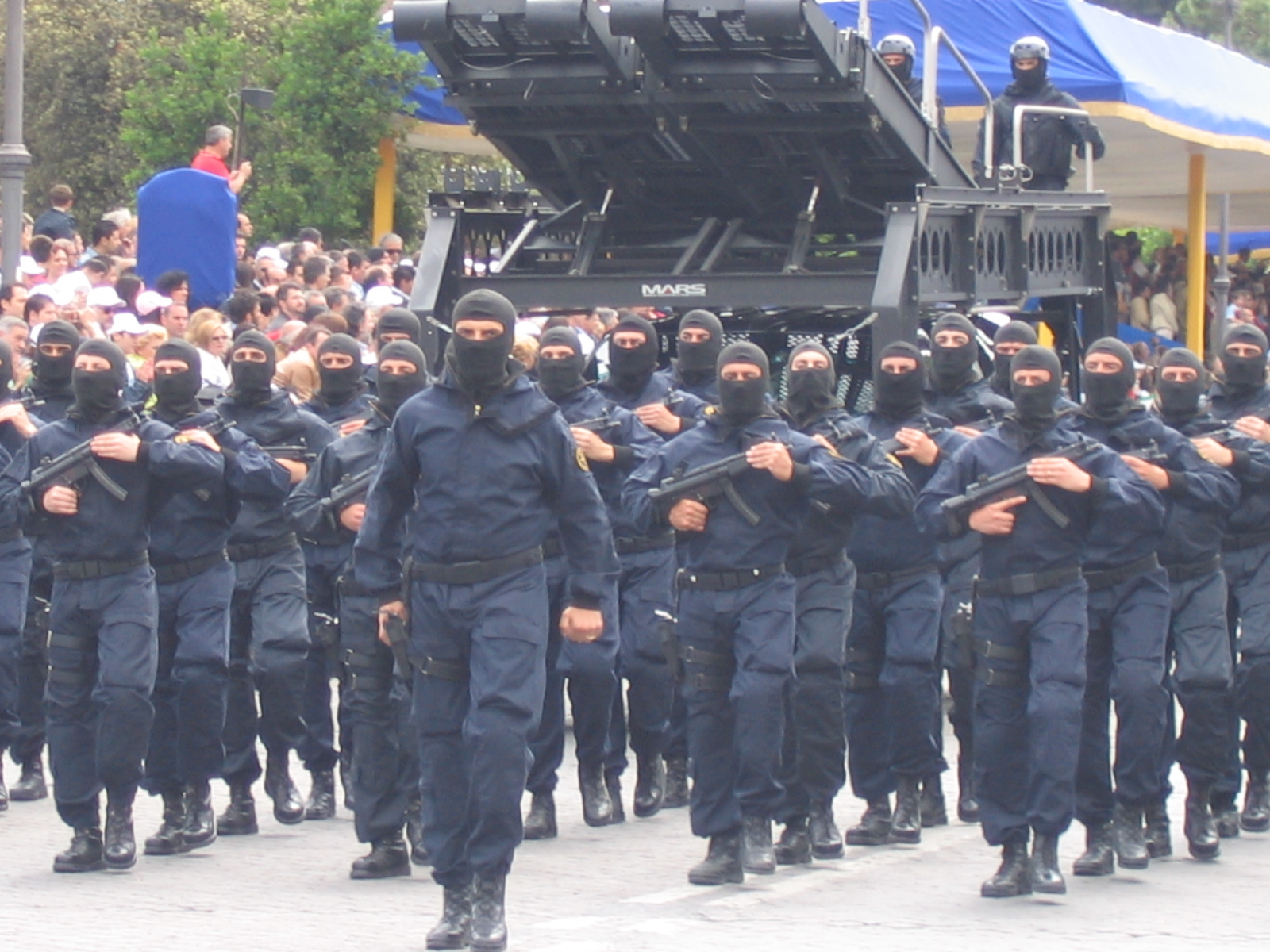
GIS

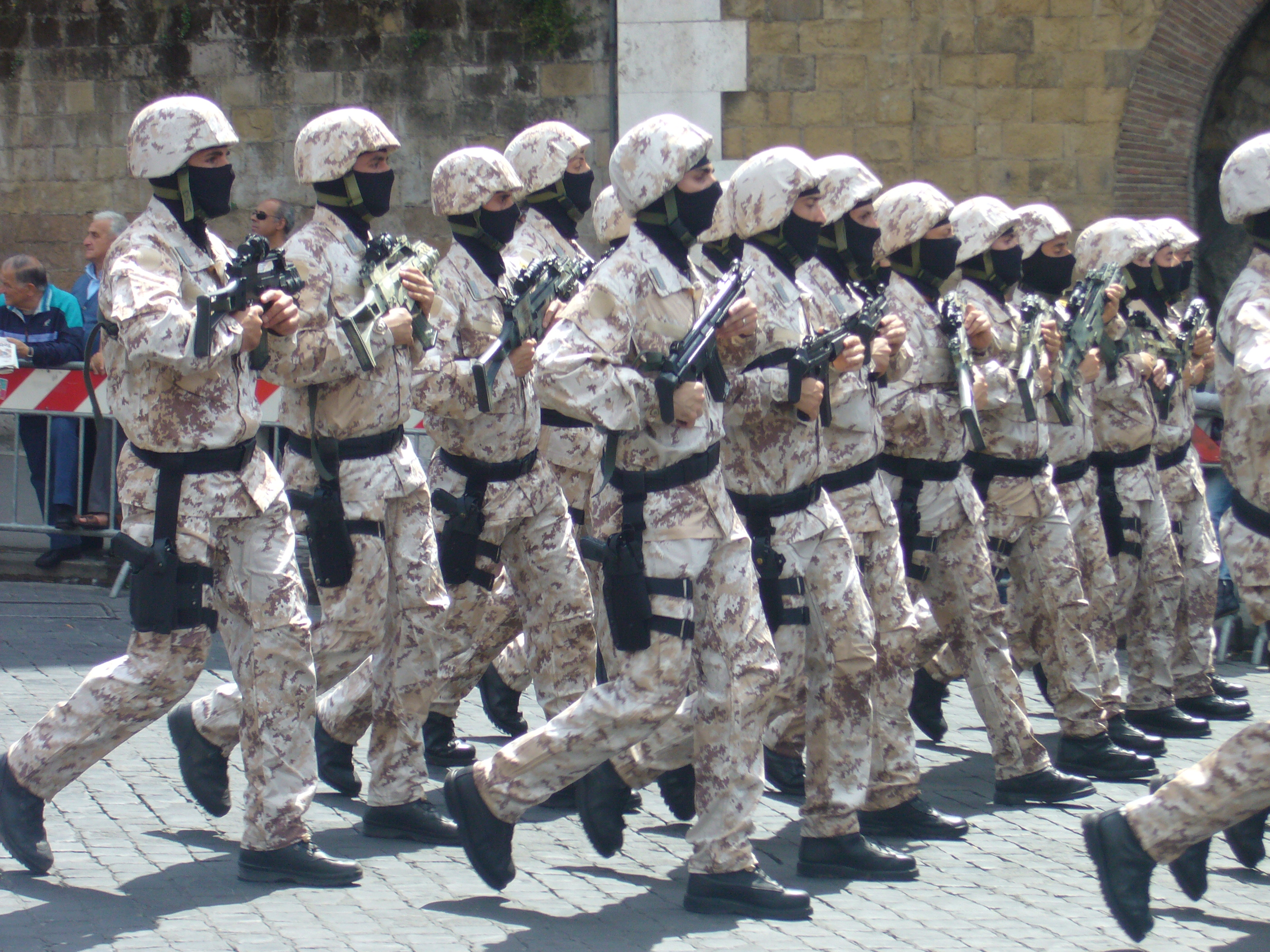
GIS

設立は1978年2月。1977年10月に発生したルフトハンザ航空181便ハイジャック事件をGSG-9が解決したのを受けて設立された。要人警護のほか、人質救出任務や対テロ任務を行う。平和維持任務の一環として、アフガニスタンやイラクにも派遣されている。
カラビニエリは国防省所属である為、有事の際には、軍事作戦にも参加する。同じ国防省所属の海軍特殊部隊COMSUBINや陸軍特殊部隊第9落下傘強襲連隊とも連携しており、頻繁に共同訓練をしている。
部隊の規模は、秘密事項であるが、最低70名、最高150名程度と推測されている。入隊には年齢制限があり、30歳以上とされている。それは、特殊介入部隊の隊員には、冷静な判断力と豊富な技量が求められる為であると推測される。主要装備となる銃器はH&K MP5やベレッタM92F、グロック17等。その他、自動小銃、散弾銃、狙撃銃の使用も見られる。
内務省・国家警察の治安作戦中央部隊 (NOCS) も同様の任務にあるが、こちらは国内のみの担当となっていて、海外派遣は行わない。

## 出動したとされる主な任務
- アキレ・ラウロ号ハイジャック事件 1985年
- ソマリア内戦 1992年～1993年
- ボスニア・ヘルツェゴビナ紛争 1996年～2003年
- 1997年アルバニア暴動 1997年
- コソボ紛争 1999年～2000年
- アフガニスタン紛争 2002年～
- イラク戦争 2003年～